# Chrystyna Dmytrenko
Chrystyna Romaniwna Dmytrenko (ukrainisch Христина Романівна Дмитренко; * 31. Mai 1999 in Tschernihiw) ist eine ukrainische Biathletin. Sie gewann 2016 Gold bei den Olympischen Jugendspielen.

## Sportliche Laufbahn

### Erfolge auf Juniorenebene
Chrystyna Dmytrenko gab ihr internationales Debüt Anfang 2015 im Alter von 15 Jahren bei den Jugendweltmeisterschaften in Minsk-Raubitschy und nahm auch an ersten IBU-Junior-Cup-Bewerben teil. Im Jahr darauf war sie Teil des ukrainischen Aufgebots bei den Olympischen Jugendspielen in Lillehammer teil und konnte nach Rang 4 im Sprint das Verfolgungsrennen für sich entscheiden und damit ihren ersten großen Titel gewinnen. Zu Beginn des Winters 2016/17 gab Dmytrenko in Beitostølen ihr Debüt im IBU-Cup und gewann bei schwierigen Bedingungen als 38. des Sprints sogleich ihre ersten Ranglistenpunkte. Im Verlauf der Saison erreichte sie im Juniorcup zwei Podestplätze und gewann bei den Sommerbiathlon-Juniorenweltmeisterschaften mit Anna Krywonos, Witalij Trusch und Taras Lessjuk die Silbermedaille in der Mixedstaffel. Außerdem gewann die Ukrainerin beim Olympischen Jugendfestival im Sprint hinter Camille Bened Silber.
Nach einem weiteren Winter im Juniorcup und einer verletzungsbedingt verpassten Saison 2019/20 war Dmytrenko im Winter 2020/21 erstmals konstanter Teil des IBU-Cup-Aufgebots, war aber vor allem aufgrund läuferischer Schwächen nicht in der Lage, unter die besten Vierzig eines Wettkampfes zu laufen. Im Folgewinter startete sie lediglich in Osrblie und wurde einmal Fünfzigste. Konstanter verlief die Saison 2022/23, in welcher sie insgesamt achtmal in die Punkteränge lief. Der Saisonhöhepunkt kam aber im März 2023, als die Ukrainerin im Sprint von Canmore hinter Maren Kirkeeide und Paula Botet den dritten Platz belegte und damit ihr erstes internationales Podest auf Seniorenebene erzielte.

### Etablierung im Weltcup
Von Beginn der Saison 2023/24 an war Dmytrenko erstmals Teil des Weltcupteams und bewies sich auf dieser Ebene im gesamten Winter. Nachdem sie in der Lenzerheide als 27. des Sprints ihre ersten Weltcuppunkte gewonnen hatte, konnte sie sich sogleich für den Massenstart qualifizieren, den sie als 25. abschloss. Auch mit der Staffel feierte die Ukrainerin Erfolge, in sechs Wettkämpfen ging es unter die besten zehn. Bei den Europameisterschaften gewann Dmytrenko durchaus überraschend die Bronzemedaille im Sprint, wobei sie für einen Großteil des Rennens in der Führungsposition war und nur von den mit sehr hohen Startnummern startenden Ida Lien und Maren Kirkeeide geschlagen wurde. Großen Erfolg brachten auch die Weltmeisterschaften in Nové Město na Moravě: Dmytrenko belegte hier jeweils ohne Schießfehler Rang acht im Einzel und Rang 12 im Sprint, qualifizierte sich damit erneut für einen Massenstart, und brachte auch die ukrainische Frauenstaffel als Fünftplatzierte über die Ziellinie.
Im Winter 2024/25 steigerte sich Dmytrenko erneut und beendete die Saison als zweitbeste Ukrainerin auf Platz 32 der Gesamtwertung. Maßgeblich dafür waren zwölf Platzierungen unter den besten 30, wobei als Bestergebnis Rang 17 im Verfolgungsrennen von Le Grand-Bornand zu Buche stand. Bei den Weltmeisterschaften überzeugte die Ukrainerin mit Position elf im Einzel, mit der Staffel waren im Saisonverlauf zwei sechste Plätze das Höchste der Gefühle.

## Persönliches
Dmytrenkos ältere Schwester Waleryja ist ebenfalls als Biathletin aktiv.

## Statistiken

### Weltcupplatzierungen
Die Tabelle zeigt alle Platzierungen (je nach Austragungsjahr einschließlich Olympische Spiele und Weltmeisterschaften).
- 1.–3. Platz: Anzahl der Podiumsplatzierungen
- Top 10: Anzahl der Platzierungen unter den ersten zehn (einschließlich Podium)
- Punkteränge: Anzahl der Platzierungen innerhalb der Punkteränge (einschließlich Podium und Top 10)
- Starts: Anzahl gelaufener Rennen in der jeweiligen Disziplin
- Staffel: inklusive Mixed- und Single-Mixed-Staffeln

| Platzierung               | Einzel | Sprint | Verfolgung | Massenstart | Staffel | Gesamt |
| ------------------------- | ------ | ------ | ---------- | ----------- | ------- | ------ |
| 1. Platz                  |        |        |            |             |         |        |
| 2. Platz                  |        |        |            |             |         |        |
| 3. Platz                  |        |        |            |             |         |        |
| Top 10                    |        |        |            |             | 11      | 11     |
| Punkteränge               | 4      | 8      | 8          | 2           | 16      | 38     |
| Starts                    | 6      | 12     | 8          | 2           | 16      | 44     |
| Stand: Saisonende 2024/25 |        |        |            |             |         |        |

### Weltcupwertungen
Ergebnisse bei Weltcups (Disziplinen- und Gesamtweltcup) gemäß Punktesystem.
| Saison  | Einzel | Einzel | Sprint | Sprint | Verfolgung | Verfolgung | Massenstart | Massenstart | Gesamt | Gesamt |
| Saison  | Platz  | Punkte | Platz  | Punkte | Platz      | Punkte     | Platz       | Punkte      | Platz  | Punkte |
| ------- | ------ | ------ | ------ | ------ | ---------- | ---------- | ----------- | ----------- | ------ | ------ |
| 2023/24 | 60.    | 9      | 61.    | 17     | 52.        | 25         | 42.         | 12          | 57.    | 63     |
| 2024/25 | 27.    | 43     | 31.    | 84     | 30.        | 76         | 46.         | 21          | 32.    | 224    |

### Biathlon-Weltmeisterschaften
Ergebnisse bei den Weltmeisterschaften:
| Weltmeisterschaften | Weltmeisterschaften | Einzelwettbewerbe | Einzelwettbewerbe | Einzelwettbewerbe | Einzelwettbewerbe | Staffelwettbewerbe | Staffelwettbewerbe | Staffelwettbewerbe |
| Jahr                | Ort                 | Einzel            | Sprint            | Verfolgung        | Massenstart       | Damenstaffel       | Mixedstaffel       | S.-M.-Staffel      |
| ------------------- | ------------------- | ----------------- | ----------------- | ----------------- | ----------------- | ------------------ | ------------------ | ------------------ |
| 2024                | Nové Město          | 8.                | 12.               | 26.               | 27.               | 5.                 | –                  | –                  |
| 2025                | Lenzerheide         | 11.               | 48.               | 30.               | 29.               | 11.                | 8.                 | –                  |

### Jugend-/Juniorenweltmeisterschaften
Dmytrenko nahm bis 2018 an den Jugend- und 2021 an den Juniorenwettkämpfen teil.
| Weltmeisterschaften | Weltmeisterschaften | Einzelwettbewerbe | Einzelwettbewerbe | Einzelwettbewerbe | Damenstaffel |
| Jahr                | Ort                 | Einzel            | Sprint            | Verfolgung        | Damenstaffel |
| ------------------- | ------------------- | ----------------- | ----------------- | ----------------- | ------------ |
| 2015                | Minsk               | 35.               | 46.               | 37.               | –            |
| 2017                | Osrblie             | 9.                | 10.               | 5.                | 5.           |
| 2018                | Otepää              | 15.               | 6.                | 9.                | 13.          |
| 2021                | Obertilliach        | 14.               | 29.               | 17.               | 10.          |

## Auszeichnungen
- 2016: Piotr-Nurowski-Preis